# Embaixada do Brasil em Estocolmo
A Embaixada do Brasil em Estocolmo é a missão diplomática brasileira na Suécia. Está localizada no número 3 da rua Odengatan. Esta embaixada é cumulativa com a Letônia.